# Постэмбриональное развитие
Постэмбриональное развитие — процесс индивидуального развития организма, начинающийся с момента рождения или выхода организма из яйцевых оболочек, и продолжающийся вплоть до гибели. Постэмбриональное развитие сопровождается ростом. При этом он может быть ограничен определённым сроком или длиться в течение всей жизни.
Различают 2 основных типа постэмбрионального развития:
- прямое развитие;
- развитие с превращением, или метаморфозом (непрямое развитие).

Выделяются 3 периода постэмбрионального развития:
- ювенильный (до окончания созревания);
- зрелый (занимает бо́льшую часть жизни);
- старение (до смерти).

## Типы постэмбрионального развития
Прямое развитие — тип развития, при котором родившийся организм отличается от взрослого меньшими размерами и недоразвитием органов.
В случае прямого развития молодая особь мало чем отличается от взрослого организма и ведёт тот же образ жизни, что и взрослые. Этот тип развития свойственен, например, пресмыкающимся, птицам, млекопитающим.
Постэмбриональное развитие с метаморфозом, или развитие с превращением — тип развития, при котором родившийся организм должен пройти одну или несколько стадий метаморфоза, прежде чем превратиться во взрослый организм.
Из яйца появляется личинка, порой внешне совершенно не похожая и даже отличающаяся по ряду анатомических признаков от взрослой особи. Часто личинка ведёт иной образ жизни по сравнению со взрослыми организмами (например, бабочки и их личинки гусеницы). Она питается, растёт и на определённом этапе превращается во взрослую особь, причём этот процесс сопровождается весьма глубокими морфологическими и физиологическими преобразованиями. В большинстве случаев организмы не способны размножаться на личиночной стадии, однако существует небольшое количество исключений. Например, аксолотли — личинки хвостатых земноводных амбистом — способны размножаться, при этом дальнейший метаморфоз может и не осуществляться вовсе. Способность организмов размножаться на личиночной стадии называется неотенией.

## Рост организма
Для развития любого существа в онтогенезе характерно увеличение массы тела, то есть наличие роста. Рост — количественный признак, характеризующийся увеличением количества клеток и накоплением массы внутриклеточных образований, линейных размеров тела. Масса тела увеличивается до тех пор, пока скорость ассимиляции превышает скорость диссимиляции. По характеру роста все живые существа могут быть разделены на 2 группы: с определённым и неопределённым ростом. Определённым ростом называют явление, при котором процесс роста (увеличение массы тела организма) заканчивается к определённому моменту жизни и, следовательно, размеры представителя данного вида предопределены заранее. Так, например, средний рост человека составляет 170—190 см, а продолжается рост примерно до 25 лет.
Неопределенный рост заключается в том, что размеры тела увеличиваются в течение всей жизни организма и, следовательно, масса каждой особи ограничена только продолжительностью её жизни. Например, среди животных неопределенным ростом обладают камбалы, скаты; а у растений — практически все представители.